# 1021 Flammario
1021 Flammario är en asteroid i huvudbältet som upptäcktes den 11 mars 1924 av den tyske astronomen Max Wolf. Dess preliminära beteckning var 1924 RG.
Asteroiden namngavs senare efter den franske astronomen och författaren Camille Flammarion.
Flammarios senaste periheliepassage skedde den 11 augusti 2022. Dess rotationstid har beräknats till 12,160 timmar.